# Правото
Правото (Права, реформи, алтернатива, възможности, отговорност, толерантност и обединение) е политическа партия в България, основана през 2018 г. Председател на партията е Мария Колева.

## Парламентарни избори

### април 2021 г.
На парламентарните избори през април 2021 г. участва с бюлетина № 22. При 50,61 % избирателна активност и 100 % обработени протоколи, партията получава 0,07 % подкрепа (или 2 165 гласа).

### 2022 г.
На парламентарните избори през 2022 г. участва с бюлетина № 22.